# Saviô Hàn Đại Huy

Huy hiệu Giám mục Savio Hàn Đại Huy

Savio Hàn Đại Huy, SDB (tiếng Trung: 韩大辉, tiếng Anh: Hon Tai-Fai; sinh ngày 21 tháng 10 năm 1950) là một tổng giám mục Công giáo Rôma hiện đang giữ chức Sứ thần Tòa Thánh tại Hy Lạp. Trước đó, ông từng là tổng thư ký Bộ Phúc Âm hóa các Dân tộc, Giám quản Tông Tòa Giáo phận Agaña (Guam). Ông là một tu sĩ Dòng Salêdiêng Don Bosco (SDB), từng là giáo sư thần học tại Đại chủng viện Thánh Linh ở Hồng Kông.
Hàn Đại Huy sinh tại Hồng Kông năm 1950. Sau khi học tại một trường học Dòng Salêdiêng Don Bosco, ông khấn lần đầu vào ngày 15 tháng 8 năm 1969 và khấn trọn vào ngày 15 tháng 8 năm 1975. Đến ngày 17 tháng 7 năm 1982, ông được thụ phong linh mục tại Giáo phận Hồng Kông. Hàn Đại Huy có bằng cử nhân triết học của Đại học London và tiến sĩ thần học của Đại học Giáo hoàng Salêdiêng ở Roma. Ông từng là một giáo sư thỉnh giảng tại các chủng viện khác nhau ở Trung Quốc. Các công trình nghiên cứu của ông đã xuất hiện trên nhiều ấn phẩm khác nhau, đặc biệt là thần học. Ông cũng đóng vai trò lớn trong bản dịch quyển Sách Giáo lý Giáo hội Công giáo sang tiếng Trung Quốc.
Ngày 23 tháng 12 năm 2010, ông được Giáo hoàng Biển Đức XVI bổ nhiệm làm Tổng giám mục Hiệu tòa Sila, giữ chức tổng thư ký Bộ Phúc Âm hóa các Dân tộc của Giáo triều Rôma. Lễ tấn phong được cử hành ngày 5 tháng 2 năm 2011 tại Vatican. Ngày 6 tháng 6 năm 2016, ông được Giáo hoàng Phanxicô bổ nhiệm kiêm chức giám quản Tông Tòa tại Giáo phận Agana, Guam. Ngày 28 tháng 9 năm 2017, ông được bổ nhiệm làm Sứ thần Tòa Thánh tại Hy Lạp.
Kể từ khi giữ chức tổng thư ký Thánh bộ truyền giáo, tổng Giám mục Hàn Đại Huy đã đóng vai trò quan trọng để Tòa Thánh tìm hiểu về các vấn đề liên quan đến Giáo hội Công giáo tại Trung Quốc.